# Drosophila recens
Drosophila recens  es una especie de díptero braquícero de la familia Drosophilidae. Presenta una distribución restringida en América del Norte, desde Dakota del Norte hasta Maine y Ontario.